# TSV 1860 München
Turn- und Sportverein München von 1860 (også kendt som TSV 1860 München eller blot 1860 München) er en tysk fodboldklub, der er kendt for at være den store lokale rival til Bayern München. Klubben var i 1963 med til at danne Bundesligaen og har en enorm fanskare, der mener, at klubben også hører til der.

## Historie
Klubben blev, som navnet antyder, grundlagt i 1860. I 1920'erne var klubben med i toppen, men aldrig helt fremme. I 1931 kom man dog frem til finalen om mesterskabet, som dog blev tabt 3-2 til Hertha Berlin.
I 1963 debuterede klubben i den netop dannede Bundesliga (tre år før Bayern München), og i 1966 kunne klubben for første og hidtil eneste gang kalde sig tyske mestre. Året før havde de været i finalen i UEFA Pokalvindernes turnering, hvor de dog havde tabt 2-0 til West Ham. Succesen varede dog ikke evigt, og i 1970 rykkede klubben ned. De næste syv år blev tilbragt i den næstbedste række, hvorefter de rykkede op igen, blot for at rykke ned sæsonen efter. Igen i 1979 rykkede man op i Bundesligaen, men allerede i 1981 rykkede man ned. Året efter skete katastrofen: Klubben blev pga. økonomiske problemer tvangsnedrykket til tredjebedste række, til trods for en 4. plads i 2. Bundesliga.
Efter en enkelt gang at have været oppe i 2. Bundesliga for derpå at blive sendt retur, lykkedes det i 1993 at rykke op i 2. Bundesliga. Sæsonen efter gav en 3. plads og dermed oprykning til Bundesligaen. I de følgende 10 år lå 1860 som regel på pladserne melle 4 og 10. Men i 2004 betød en 17. plads, at klubben igen måtte ned i 2. Bundesliga, hvor den befinder sig i dag.

## Resultater

### Titler
Tysk mester
- Vinder (1): 1966
- Sølv (2): 1931, 1967

Tysk pokalvinder
- Vinder (2): 1942, 1964

UEFA Pokalvindernes Turnering
- Sølv (1): 1965

## Kendte spillere
- Lars Bender
- Sven Bender
- Thomas Hässler
- Jens Jeremies
- Rudi Völler
- Davor Suker
- Erik Mykland

## Danske spillere
- Jan Højland Nielsen
- Frank Pingel
- Christian Gytkjær
- Arne Rastad
- Niels Poulsen

Europæisk deltagelse
| Nr | Sæson   | Runde      | Modstander   | Hjemme | Hjemme | Hjemme | Ude | Ude | Ude | V | U | T | Mål | Mål | Mål | P |
| -- | ------- | ---------- | ------------ | ------ | ------ | ------ | --- | --- | --- | - | - | - | --- | --- | --- | - |
| 1  | 2000-01 | 3. kvalif. | Leeds United | 0      | -      | 1      | 1   | -   | 2   | 0 | 0 | 2 | 1   | -   | 3   | 0 |
| -  | -       | -          | Sammenlagt   | 0      | -      | 1      | 1   | -   | 2   | 0 | 0 | 2 | 1   | -   | 3   | 0 |